# 李奉昌
李 奉昌（日本語読み：り ほうしょう、朝鮮語読み：イ・ポンチャン、1900年（光武4年）8月10日 - 1932年（昭和7年）10月10日）は、朝鮮の独立運動家。日本に渡った後、大韓民国臨時政府がある上海に渡り韓人愛国団団員となった。1932年、金九の命を受けて昭和天皇の暗殺を試みて桜田門事件を起こしたが、襲撃は失敗し大逆罪となって死刑に処された。
本貫は全州李氏。日本名は木下昌蔵。韓国では独立運動家、義士とされている。

## 経歴

### 生い立ち
大韓帝国時代の朝鮮の漢城府龍山で李鎮球の次男として生まれた。兄は李範泰。
『屠倭實記』では、生家は京畿道水原に先祖伝来の土地を持っていた中流農家であったが日本の鉄道敷設権で鉄道が開通された際に土地を収用されて困窮し、京城府に出てきたとされている が、事件後の予審調書で李奉昌本人はこれとは異なる説明をし、彼の父は先祖の財産に頼らず建築業と運送業で自力で財をなした新興資本家であったと言う。
1915年、京城府錦町私立文昌学校卒。父は本妻である母を捨てて妾と暮らし大病を患ったり詐欺被害にあったりして家は急激に没落。経済的理由で進学できず、卒業すると生計のために働くことを余儀なくされた。京城府元町2丁目にあった日本人経営の菓子店である和田衛生堂の店員となり、1917年まで勤務するが、この間にマラリアを患い、以後、季節の変わり目などには後遺症の関節炎に終生悩まされた。次いで日本人薬剤師が経営する龍山区漢江通の村田薬局に転職。翌年辞めた。
1918年、朝鮮総督府鉄道の鉄道庁に人夫として就職。後に転轍手となり、操車係見習に昇進したが、公社である同社では外地人労働者と内地人労働者の間の差別が顕著で、賃金や待遇などの格差に次第にやる気を失い、酒と賭博（麻雀）で身を崩して4、5百圓（円）の借金を抱えた。ちょうどこの頃、朝鮮半島では三・一運動（万歳運動）が起こっていたが、李は全く参加しておらず、後の予審調書でも国選弁護士山口貞昌の質問に青年期には抗日独立運動には関心がなかったと答えている。1924年4月、退職金で借金を返済するために関節炎が歩けないほど悪化したとの嘘の申告をして龍山駅操車課を退職した。
同年11月、兄と一緒に大阪に渡り、知り合った藤幡という日本人が朝鮮人派出婦を所望していると聞いて、姪の李銀任を紹介し、往復の旅費のために給与の仮払金（手付金）を貰って帰国。母を説得して許可を得ると、翌1925年、銀任を連れて大阪に戻って藤幡に引き渡した。
李は日本で職を探すことにしたが、職安職員にお前の朝鮮名は発音しづらいと言われたことから、日本名「木下昌蔵」を名乗るようになったと言う。
1926年2月、大阪のガス会社に人足として就職。しかし9月に脚気になって東成区の大阪慈恵病院（現：大阪市立弘済院）に入院し、村田薬局店員の時に隣に住んでいた知人・西升次郎（日本人）の兵庫県にある自宅で居候して静養。翌年5月に大阪に戻って仕事に復帰しようとしたが、病欠中に解雇されていて拒まれたために、埠頭で日雇いの沖仲仕などをする。その後、職を転々とするが、健康上の問題でなかなか定職には就けなかった。
昭和3年（1928年）11月、同じ下宿先の人夫仲間、山住という朝鮮出身者および前田政二（日本人）の三人で、即位の礼を見物して昭和天皇のご尊顔を仰ぎたいと京都に行ったが、ハングルと漢文の混ざった手紙を持っていたというだけの理由で、京都府警特高課に予防検束され、11日間拘置所に入れられた。調書によると、日本名を名乗り日本人と同じように振る舞っても朝鮮人扱いされる差別に憤激したと言い、この件がその後の犯行に至るきっかけとなったと主張している。
昭和4年（1929年）2月末頃、人夫仲間の本間茂の紹介で大阪市東成区鶴橋町の石鹸卸売商山野鹿之助の会社に就職したが、9月頃に集金した一匁分の代金100圓を拐帯して東京に逃亡した。中央区の職安で紹介された東京市京橋区の坂口という魚卸商に就職した が、仕事に嫌気がさし、友人宅に寝泊まりしたり吉原遊廓に入り浸ったりして、二、三日寮にも帰らなかったので叱責され、すぐに職を辞めた。それから救世軍の職業紹介所の助けで本所区の大木カバン店に就職して営業員となり、1930年7月から11月までの4ヶ月間仕事をしたが、売上金240圓を使い込み、そのまま仕事に来なくなって、東京を去った。

### 桜田門事件の実行犯

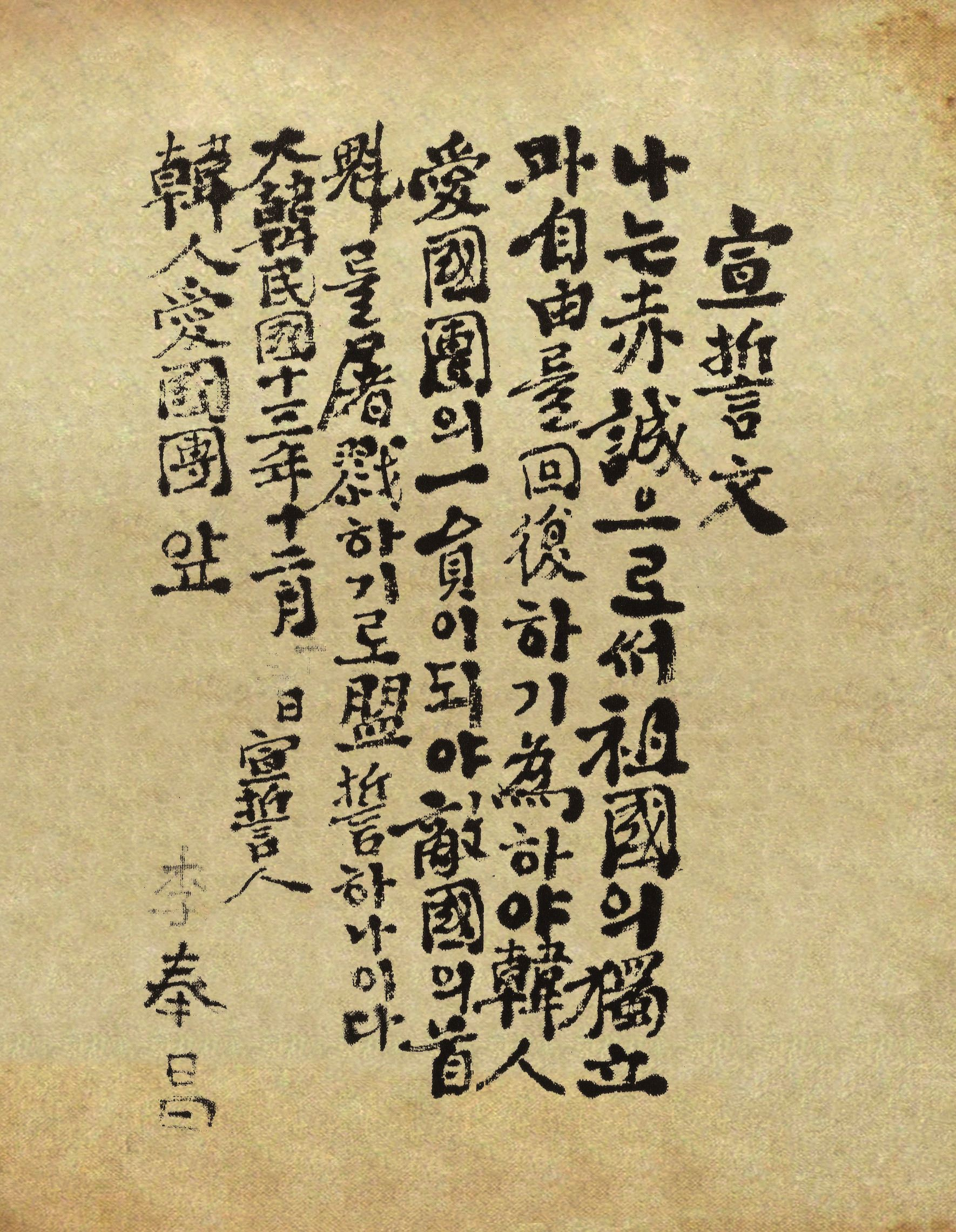
韓人愛国団で、独立のために敵国の首魁を屠殺すると盟約し、独立運動を予告した李奉昌の宣言文（文章は漢文の日本語とハングル混じり文）。

1930年12月、心機一転すべく中華民国上海市に渡った。鉄工所永昌公司で職工となったり、閔行区の蓄音機店で営業員として働くが、賃金が安いといってすぐに辞めてしまった。就職が思い通りにいかないときに同地の韓国人より上海市内に大韓民国臨時政府の庁舎があると聞き、1931年1月、所在地を訪問。ちょうどこの年に結成されたばかりの韓人愛国団の秘密会議が行われており、下駄履きと日本人風の出で立ちで日本語を流暢にしゃべる李奉昌は、日本の密偵だと警戒されて追い出されたが、後日、潜入する工作員にはもってこいだということで逆に金九にスカウトされる。しかし周囲はしばらく素性のよく分からぬ李を疑い、宴席を設けて酒に酔わせ、本音を引きだそうとした。酔って大言壮語した李は、昭和天皇を処断すべきだなどと口走り、自分は天皇のそばまで行ったことがあり、そのときは武器を持っていなかったからできなかったが容易にできたと熱っぽく語ったため、それならばと、後日計画が立ち上げられた際に、暗殺計画を実行する役目が李に与えられた。
12月12日、李は抗日運動組織韓人愛国団に正式に入党した。金九より支度金として300ドル、武器として手榴弾が渡され、12月17日、氷川丸に乗船して渡日し、12月19日20時、兵庫県神戸市に到着する。その後大阪に入り、大阪市内の木賃宿に泊る。12月22日に東海道本線の超特急燕号で上京し、東京市浅草区松清町の尾張屋旅館に宿泊する。しかしこの間に酒と漁色に耽り、資金を使い果たしてしまったので、上海に電報でさらに100圓を送金してもらった。ひたすら実行の機会を窺っていたところ、12月28日付の東京朝日新聞の記事により翌1932年1月8日に東京市外代々木練兵場において陸軍始観兵式が挙行されることを知り、天皇の行幸があるとわかって、この日に決行することを計画した。

1932年1月8日、犯行の前々日（1月6日）にバス運転手菅原久五郎から偶然入手した憲兵曹長「大場全奎」の名刺を使って観兵式の警戒網を2回突破した。赤坂付近で襲撃する予定が、待っている間に付近の一つ木食堂で日本酒を飲んでいて鹵簿をやり過ごしてしまい、李は慌てて円タクを呼び止めて三宅坂の陸軍参謀本部前で降り、そこから走って警視庁正門まで行って奉拝者の列に混ざったという次第であった。李はどの御料馬車に天皇が乗車しているかを知らなかった。第一両目をやり過ごしてしまい、一木喜徳郎宮内大臣が乗車する第二両目に手榴弾を投げ付けた。実際には昭和天皇は第三両目の御料馬車に乗車しており、手榴弾はその32メートルも前方で炸裂したが、威力が弱く、何事もなかったように通過。天皇は車内にあって音を聞いた程度だった。後に第二両目の馬車には、破片で小さな穴が空いてることが見つかり、騎乗随伴していた近衛騎兵1人とその乗馬と馬車馬の馬2頭が負傷していたことがわかった。李はその場で逮捕され、襲撃は失敗に終わった。
同年9月30日9時15分、大審院（裁判長和仁貞吉）にて大逆罪（旧刑法第73条）として死刑判決が下った。死刑を言い渡さされた直後も顔色一つ変えず、数珠を握りしめたまま法官席に首をさげるなど終始おとなしく判決を受け止めた。同年10月10日早朝、収監されていた豊多摩刑務所から死刑執行施設のある市谷刑務所に移され、同日9時、絞首刑に処された。

### その後

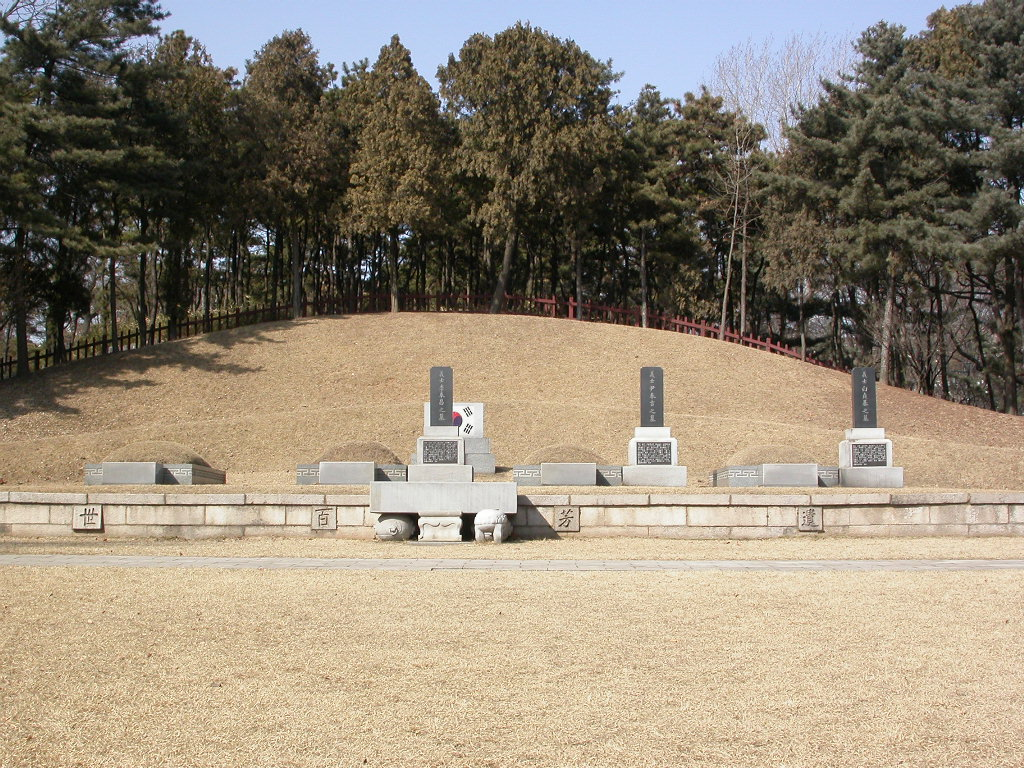
三義士の一人として顕彰される李奉昌の墓（右から三番目「義士李奉昌之墓」と漢字で銘が刻まれる）, 孝昌公園, 2004年撮影

暗殺は完全に失敗であったとは言え、日本では犬養内閣が当日辞表を提出して総辞職を表明したほど衝撃が走り、翌9日に昭和天皇の慰留により撤回されるなど、社会に大きな動揺を与えた。
中国では金九の大韓民国臨時政府が上海で活動していたことから、現地新聞が事件を好意的に報道して、日中関係を悪化させ、第一次上海事変の遠因となった。4月にもその上海で尹奉吉のテロ事件が起こったため、朝鮮人の独立運動を力で抑えよという世論が強まった。
戦後の1946年、遺骨は、尹奉吉と同じく、在日朝鮮人が発掘した後、ソウル市に於いて国民葬が行われた。大韓民国では独立三義士の1人とされた。
1962年、李奉昌は大韓民国政府（朴正煕軍事政権時代）から建国勲章大統領章（2等級）を追叙された。
1992年には没後60年を記念する百ウォン切手が発行され、絵柄に採用された。韓国の小学校歴史教科書では義士として讃える記述が1ページあり、独立記念館で顕彰されている他、大韓民国指定史跡第330号孝昌公園（ソウル特別市龍山区）にも像と墓が建てられている。この公園は、1999年4月16日に訪韓した小沢一郎（当時自由党党首）が表敬訪問し、李奉昌が祀られた独立三義士墓に参拝した。
韓国では『李奉昌義士記念事業会』が、定期的に追慕式を行っている。
2019年、李奉昌が1931年に書いた韓人愛国団に入団する宣誓文などが、韓国で文化財に指定された。